# Wily Beast and Weakest Creature
Touhou Kikeijuu ~ Wily Beast and Weakest Creature (яп. 東方鬼形獣 〜 Wily Beast and Weakest Creature., То̄хо̄ Кікейджю̄, досл. «Східний демоноподібний звір 〜 Мудрий звір і найслабша істота») — гра 2019 року в жанрі bullet hell та скрол-шутер, розроблена Team Shanghai Alice. Це сімнадцята частина серії Touhou Project. Анонсована в блозі ZUN'а 17 квітня 2019. Демоверсія вийшла 5 травня, на Reitaisai 16, а повна гра випущена на Comiket 96 і в Steam 12 серпня.

## Ігролад
Wily Beast and Weakest Creature — вертикальний скрол-шутер. Персонаж гравця завжди дивиться вгору, має стріляти в ворогів та ухилятись від їхніх атак, наприкінці кожного рівня відбувається битва з босом. Головним способом атаки гравця є постріл. Кнопка Shift відповідає за фокус — сповільнення, концентрація пострілу, і видимість хітбоксу. На початку гри гравець отримує 3 чарокартки (бомби), що при натисканні кнопки X очищує екран від куль, і ворогів, та 3 життя. При смерти з ворогів випадають очки «сили», що посилюють постріл, очки, або духи, які поповнюють життя та чарокартки гравця.

Маріса атакує групу фей. На екрані з'являється кілька бонусів, зокрема Предмет Духа Тварини.

Доступні персонажі: Рейму, Маріса та Йому. Рейму — найповільніша, але має самонавідні кулі. Маріса швидша та легше збирає предмети. Йому — найшвидша, а її цілеспрямований постріл може завдати багато шкоди за раз, але для зарядки потрібно кілька секунд.
Замість типу пострілу, Wily Beast and Weakest Creature пропонує гравцеві на вибір трьох різних «духів тварин», кожен з яких має різні здібності. Особистості героїнь також змінюються залежно від духа.
- Дух вовка збільшує шкоду в фокусі. Особистість героїні стає «варварською».
- Дух видри робить чарокартки потужнішими та дає одну додаткову чарокартку на початку гри. Особистість героїні стає «нерішучою».
- Дух орла збільшує шкоду не в фокусі. Особистість героїні стає «гордою».

Дещо схоже на Undefined Fantastic Object, деякі вороги після смерти викидатимуть Предмети Духів Тварин, духів, що відповідають тим самим типу, що був обраний на початку гри. Зібравши будь-яку комбінацію з п'яти духів, гравець перейде в «Режим Реву», під час якого йому буде надано тимчасовий щит, який очистить екран від куль, якщо гравця вразять, але він закінчить свою діяльність передчасно, як і в Perfect Cherry Blossom. Якщо гравець зібрав три духа одного типу: вовка, видри або орла, він також отримає спеціальний бонус окрім щита, коли активується режим Реву. Три духи вовка покращать шкоду та розмір сфокусованого пострілу, три духи видри створять три обертові щити навколо гравця та перетворять будь-які кулі, що контактують з ними, на очки, а три духи орла покращать шкоду та розмір несфокусованого пострілу. Їхні ефекти посилюються, коли вони відповідають обраному типу духа.
ZUN сказав, що, на його думку, Wily Beast and Weakest Creature — найпростіша гра серії Touhou. Це перша гра основної серії, в якій є досягнення.

## Сюжет
Духи тварин з'являються в Ґенсокьо під приводом вторгнення. Насправді вони не вторгалися, а лише влаштували переполох, щоб змусити людей неподалік увійти до Царства Тварин, розташованого в Пеклі, аби зупинити Кейкі Ханіясушін, яка створила армію живих ханів, що загрожують порушити природний порядок. Героїні беруть духа тварини та дістаються пекла через річку Сандзу. Після потрапляння до Царства Тварин та бою з Кейкі Ханіясушін, дух тварини захоплює їхні тіла, але не діє зловмисно, оскільки має ту саму мету, що й героїні. Після перемоги над Кейкі вона приймає поразку, пропонуючи зробити ідола для Рейму або фігуру Маріси в натуральну величину, хоча та відмовляється від цієї пропозиції. Однак Кейкі фактично вигнана з Пекла та піддана остракізму, до чого Йому ставиться з розумінням.

## Персонажі

### Героїні
- Рейму Хакурей — Міко храму Хакурей. Рейму сумнівалася в правдивості вторгнення, але погодилася, знаючи, що зможе без проблем убити духа тварини, якщо він виявиться неправдивим.
- Маріса Кірісаме — недбала, клептоманка-чарівниця. Була рада отримати силу духа тварини та шанс потрапити до пекла.
- Йому Компаку — напівпривид, що володіє двома мечами. Діяла, бо якби Кейкі проігнорували, це спричинило б проблеми в екосистемі Пекла.

### Боси
- Ейка Ебісу — мід-бос і бос 1-го рівня, дух мідзуко (мертвонародженої дитини), яка складає каміння навколо річки Санзу. Вона злиться на героїнь за те, що вони збили каміння під час змагання зі складання каміння.
- Урумі Ушідзакі — мід-бос і бос 2-го рівня, Уші-Оні, яка може змінювати вагу предметів. Вона носить кам'яне немовля.
- Кутака Ніватарі — Мід-бос і бос третього рівня, а також Мідбос екстра рівня. Кутака заснована на Ніватарі-джіні, японському бозі курей.
- Ячіє Кіччьо — мід-бос і бос 4-го рівня, драконочерепаха, яка організувала псевдовторгнення. Лідер сім'ї духів видр Кікецу.
- Маюмі Джьотоґу — мід-бос і бос 5-го рівня, мід-бос 6-го рівня. Жива ханіва та підлегла Кейкі.
- Кейкі Ханіясушін — бос 6-го рівня. Богиня, яка може створювати живиих ханів та укладає мир з Рейму, Марісою та Йому. Духи тварин вважають її загрозою.
- Сакі Курокома — бос екстра рівня. Курокома, яка безуспішно намагається перекинути Пекло після того, як почула про поразку Кейкі. Лідер сім'ї духів вовків Кейґа.

## Критика
Шін Імай для IGN, поставив Wily Beast and Weakest Creature оцінку 7/10. Він похвалив велику кількість ігрових можливостей, які пропонують численні персонажі/духи тварин. Однак, хоча йому сподобався загальний ігролад і той факт, що складні сегменти були досяжними, він розкритикував механіку духів тварин за те, що вона заплутана та складна для нових гравців, а також сказав, що дизайн рівнів здавався «гіршим». Він також зазначив, що хоча це була одна з найпростіших частин Touhou, її загальна складність не дає рекомендувати її людям, які не знайомі з цим жанром.
В Steam понад 97 % позитивних відгуків.